# 舍茨 (琉森州)

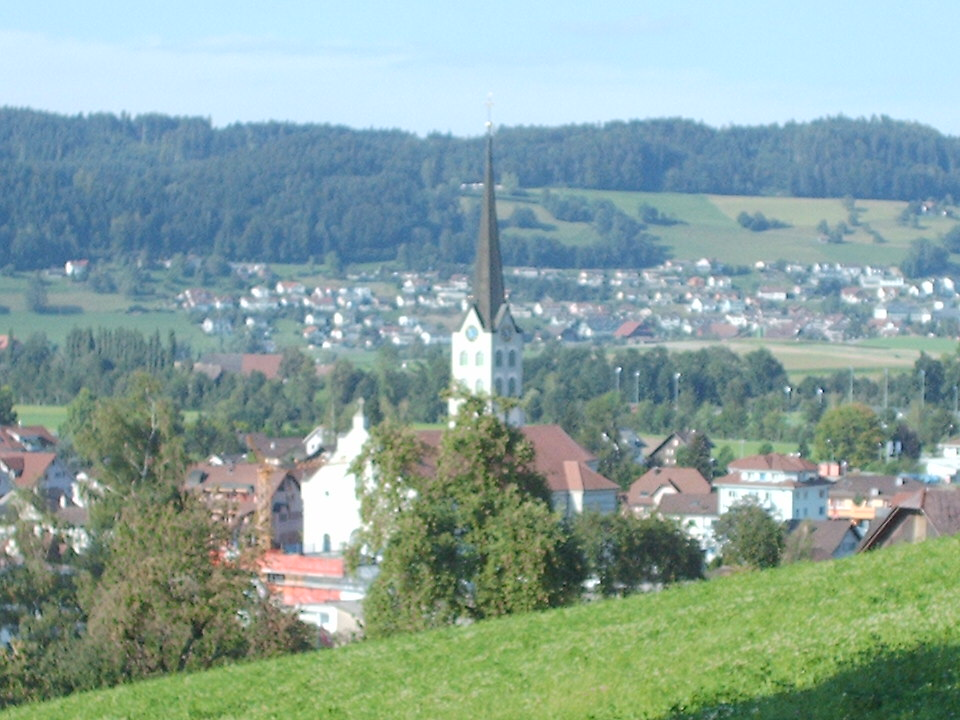

舍茨是瑞士的城鎮，位於該國中部，由琉森州負責管轄，面積15.34平方公里，七成土地是農業用地，海拔高度504米，2011年人口3,828，人口密度每平方公里250人。